# Erora lorina
Erora lorina is een vlinder uit de familie van de Lycaenidae. De wetenschappelijke naam van de soort werd als Thecla lorina in 1874 gepubliceerd door William Chapman Hewitson.